# Pseudohowella intermedia
Pseudohowella intermedia är en fiskart som beskrevs av Fedoryako, 1976. Pseudohowella intermedia ingår i släktet Pseudohowella och familjen Howellidae. Inga underarter finns listade i Catalogue of Life.